# Michal Rohoza
Michal Rahoza (en biélorusse : Міхал Рагоза ; en ukrainien : Михайло Рагоза ; en polonais : Michał Rahoza ; en russe : Михаил Рагоза) est le métropolite ruthène de Kiev, de la Galice et de toute la Ruthénie de 1588 à sa mort en 1599. Il a signé l’union de Brest qui a placé l’Église ruthène de la juridiction du patriarcat de Constantinople à la juridiction du pape, créant ainsi l’Église uniate ruthène qui est devenue après le troisième partage de la Pologne l'Église grecque-catholique ukrainienne dans la partie placée sous la souveraineté de l'empire d'Autriche.

## Biographie
Michal Rahoza est né vers 1540 à Minsk dans une famille biélorusse originaire de la région de Minsk.
Il a probablement étudié dans un collège jésuite à Vilnius où il a travaillé comme employé du prince Bogush Koretsky, un voïvode de Vilnius. Il est entré plus tard dans le monastère de l'Ascension de Minsk dont il est devenu archimandrite en 1579.
En 1589, le patriarche Jérémie II de Constantinople a visité la République polono-lituanienne. Lors de son voyage de retour à Constantinople et, en accord avec le roi Sigismond III Vasa, il a déposé le métropolite Onesiphorus Devochka, probablement parce qu’il à la suite d’une bigamie (le remariage de prêtres) et qu’il la tolérait. Le roi Sigismond, sur les conseils de magnats tels que le voïvode de Navahroudak Teodor Skumin-Tyszkiewicz et le voïvode de Kiev Constantin Ostrogski, a nommé Michal Rahoza métropolite de Kiev de l'Église orthodoxe ruthène. Il a été consacré par le patriarche de Constantinople Jérémie II en août 1589 à Vilnius.
En tant que métropolite, il a entrepris la réforme de l'Église, principalement par le biais de synodes comme celui convoqué en 1590. Ses objectifs étaient de réformer les mœurs du clergé et de réduire l'ingérence des laïcs (et des confréries) dans la vie de l'Église et dans les monastères. Ses tentatives de réforme étaient de toute façon opposées, notamment de la part des stavropégies. L’impossibilité de poursuivre les réformes a été une des raisons pour lesquelles on s'est tourné vers Rome.
Depuis 1590, métropolite de Kiev, Rahoza a signé avec tous les évêques un document sollicitant une union avec l'Église catholique, conditionnant cette union de foi que le rite byzantin, les pratiques liturgiques et le droit canon soient préservés. Cette alliance a été formalisée dans un document le 2 décembre 1594 et dans deux pétitions, l'une adressée au roi et l'autre au pape Clément VIII, soussignée à Brest le 12 juin 1595. L'union de Brest a été officiellement proclamée le 8 octobre 1596 à Brest. Même si Rahoza a signé cette union, il a plus tard tenté d'empêcher sa mise en œuvre, mais sans résultat.
Rahoza est décédé à Navahroudak entre juin et août 1599. Son successeur est l'évêque de Volodymyr, Hipacy Pociej, fervent partisan de l'union. Tous les Ukrainiens n’ont pas soutenu cette union et, vingt ans plus tard, en août 1620, le patriarche de Jérusalem, Théophane III, a ordonné Job Borecki (1620-1631) comme métropolite de Kiev, de Galicie et de toute la Rus' d'une hiérarchie orthodoxe reconstituée dans la république des Deux Nations. Il est fait exarque dépendant du patriarcat œcuménique de Constantinople par Cyrille Loukaris. Cette Église a été placée sous la juridiction du Patriarcat de Moscou en 1686.